# Survivors (BBC)
Survivors (Sobreviventes) é uma série de TV britânica pós-apocalíptica produzida pela BBC.
O tema central do seriado é a luta pela sobrevivência de um grupo de pessoas que escapou da contaminação de um vírus misterioso que extinguiu cerca de 90% da humanidade.
A série teve sua estréia no ano de 2008 com um bom índice de aceitação pelo público e pela crítica especializada.